# Cheranovsky BICh-3
Il Cheranovsky BICh-3 (in caratteri cirillici БИЧ-3) è stato un innovativo aeroplano progettato e realizzato nel 1926 dall'ingegnere russo-sovietico Boris Ivanovič Čeranovskij, sviluppato per verificare la possibilità di volo della prima ala a delta su un velivolo motorizzato.

## Storia

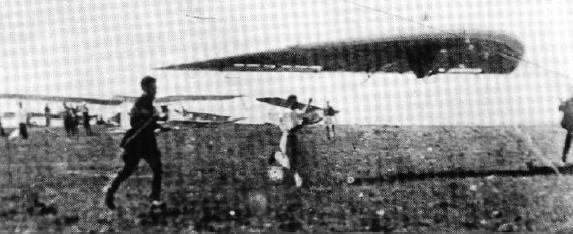
Cheranovsky BICh-3 in volo

Boris Ivanovič Čeranovskij fu il primo progettista sovietico che costruì aerei con ala a delta, tecnologia che sviluppò durante tutta la sua attività di progettista aeronautico. Egli nel 1926, dopo i primi successi dei suoi alianti senza coda: il BICh-1 e BICh-2, costruì il primo aereo motorizzato con ala a delta: il BICh-3.
B. N. Kudrin al comando del BICh-3 effettuò il primo volo al mondo con un aereo con ala a delta, nel 1926 a Koktebel in Crimea, e successivamente a Mosca; portando in volo più volte il velivolo, dimostrò la bontà dell'idea di Cheranovsky. Il BICh-3 pur manifestando una certa instabilità era ampiamente controllabile.

## Tecnica

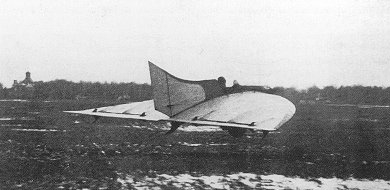
Cheranovsky BICh-3 al decollo

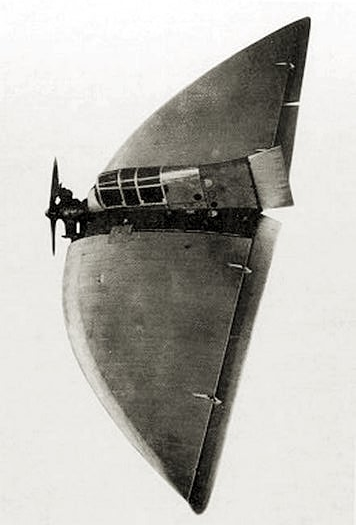
Il BICh-7A molto simile, motore a parte, al BICh-3

Era un velivolo costruito in legno che aveva un'unica ruota di atterraggio carenata e rivestita come tutto l'aereo, sui bordi con pelle sottile e sulle superfici piane con tessuto. 
Aveva un'ampia pinna con il timone verticale e sull'ampia ala a parabola si trovano 4 alettoni comandati da tiranti e leve.

La superficie alare era pari a 20 m2, la lunghezza era di 3,5 m e la larghezza di 9,5 m; aveva una gondola centrale contenente sia il pozzetto per il pilota che il motore.
Il carrello prevedeva dei pattini sulle estremità delle semiali e una ruota centrale carenata con un pattino posteriore. Il peso del velivolo a pieno carico era di 230 kg, di cui 10 kg erano per il carburante e l'olio motore.
Montava un motore Blackburn Tomtit, bicilindrico di 698 cc a V, capace di 18 hp, che gli consentiva una velocità massima di 100 km/h con una velocità di atterraggio di 40 km/h.

### Annotazioni
1. ↑  La denominazione del "costruttore" risulta scritta in modo diverso da quella del "progettista" poiché nel secondo caso la traslitterazione del cognome è effettuata secondo il sistema "ISO 9", impiegato come standard convenzionale nelle pagine di Wikipedia in lingua italiana.

### Fonti
1. 1 2 3 4 5 6  Y. Gordon, E. Gordon e Gunston 2000, p. 30.
2. ↑  (EN) S.A.M. #64: Wings of Reality - Dieselpunks, su dieselpunks.org, 29 settembre 2012.
3. ↑  (EN) Rafael GG, Alas Virtuales: CHERANOVSKY, su alasvirtuales.blogspot.it. URL consultato il 30 aprile 2019 (archiviato dall'url originale il 28 dicembre 2016).
4. 1 2 3  (EN) #161 Weekend Quiz 4U (Cheranovsky and the Russian Supersonic Bluff) - Page 3, su forums.gunboards.com.